# 名古屋テレビ放送
名古屋テレビ放送株式会社（なごやテレビほうそう、英: Nagoya Broadcasting Network Co.,Ltd.）は、中京広域圏（東海3県）を放送対象地域としてテレビジョン放送を行う特定地上基幹放送事業者。テレビ朝日系列のオールニッポン・ニュースネットワーク（ANN）に属している。愛知県名古屋市中区に本社を置く在名テレビジョン放送局。
呼出名称はなごやテレビデジタルテレビジョン。原則として電子番組ガイドやチャンネルロゴ表示、放送では愛称のメ〜テレで統一しているが、早朝・深夜の局名告知画面では通称である名古屋テレビを併用。英字略称NBN。

## 概要
テレビ朝日系列局 の一つで、コールサインはJOLX-DTV（名古屋 22ch / 3kW）、リモコンキーIDは「6」。
2003年（平成15年）3月31日から局の愛称として「メ〜テレ」を採用。以後、テレビ朝日系列のニュース・情報番組での制作協力クレジットや報道記者のテロップ、新聞のテレビ欄などで表記されている。その「メ〜」は名古屋の頭文字「名（めい、めー）」であり、すなわち「名古屋テレビ」を略した「名テレ」が転じて「メ〜テレ」である。。ただそれではわかりにくいことに配慮して対全国的には、本局が名古屋の局であることがわかるよう「メ〜テレ（名古屋テレビ）」と併記されることもあるが、公式サイトのドメイン名やTwitterのアカウントでは主に「nagoyatv」を使用する。Instagramのアカウントではメ〜テレシネマのみが「metele」を使用するほか、アナウンサーアカウントでは「NBN」を使用したものもある。
現在はトヨタ自動車 の持分法適用会社でもあり、朝日新聞社グループとともにそれぞれ3分の1強を出資する。かつてのマスコミ出資は毎日新聞社と読売新聞社があり、殊に読売グループは本局がテレビ朝日系に完全移行 した後も相当数の出資を継続、現在でも以前より比率を下げながら一定の資本関係を維持している。
独立局のテレビ神奈川（tvk）および岐阜放送（ぎふチャン・GBS）と友好協力関係協定を結んでおり、tvkは中日新聞社が株主に入っている。tvkの筆頭株主で社屋を共有している神奈川新聞社は、朝日新聞社の関連会社である。
備考
- 1963年（昭和38年） - 同年4月1日から東海3県の緑化推進運動（※1993年（平成5年）4月1日以降は地球環境保護運動）の一環として「グリーンキャンペーン」（後述）を展開し、2002年（平成14年）にISO14001を認証取得した[注 7][6]。
- 2010年（平成22年） - USENが運営していたスカパー!（2018年（平成30年）10月1日に開局）、スカパー!プレミアムサービス、一部のケーブルテレビ局用の衛星放送「シーエスGyao」の事業譲渡を受けて衛星放送に参入、「エンタメ〜テレ☆シネドラバラエティ」（運営およびスカパー!の衛星基幹放送事業者は子会社の「名古屋テレビネクスト」が担当）を展開している。在名局運営の衛星放送局は初であり[注 8]、かつ現状唯一の事例である。
- 2020年（令和2年） - 同年3月から在名民放テレビ4社が共同配信サービス「Locipo」を開始[7] したが、本局は在名民放テレビ局では唯一スタート時から参加していなかった。その後、2023年（令和5年）10月2日より参加した。[8]

## 本社・支社所在地
本社所在地愛知県名古屋市中区橘2丁目10番1号
豊橋愛知県豊橋市大橋通1丁目68番地 静銀ニッセイ豊橋ビル8階
岐阜岐阜県岐阜市橋本町2丁目8番地 濃飛ニッセイビル内
三重三重県津市羽所町700番地 アスト津10階
東京東京都中央区銀座5丁目9番8号 クロス銀座ビル 内
大阪大阪府大阪市北区中之島2丁目3番18号 中之島フェスティバルタワー16階
出典 

## 資本構成
企業・団体の名称、個人の肩書は当時のもの。出典：

### 2021年3月31日現在
| 資本金        | 発行済株式総数 | 株主数 |
| ------------- | -------------- | ------ |
| 400,000,000円 | 800,000株      | 18     |

| 株主                       | 株式数    | 比率   |
| -------------------------- | --------- | ------ |
| トヨタ自動車               | 277,000株 | 34.62% |
| 朝日新聞社                 | 156,500株 | 19.56% |
| テレビ朝日ホールディングス | 138,500株 | 17.31% |
| 読売新聞東京本社           | 080,000株 | 10.00% |
| 日本テレビ放送網           | 045,000株 | 05.62% |

## 沿革
- 1959年（昭和34年）

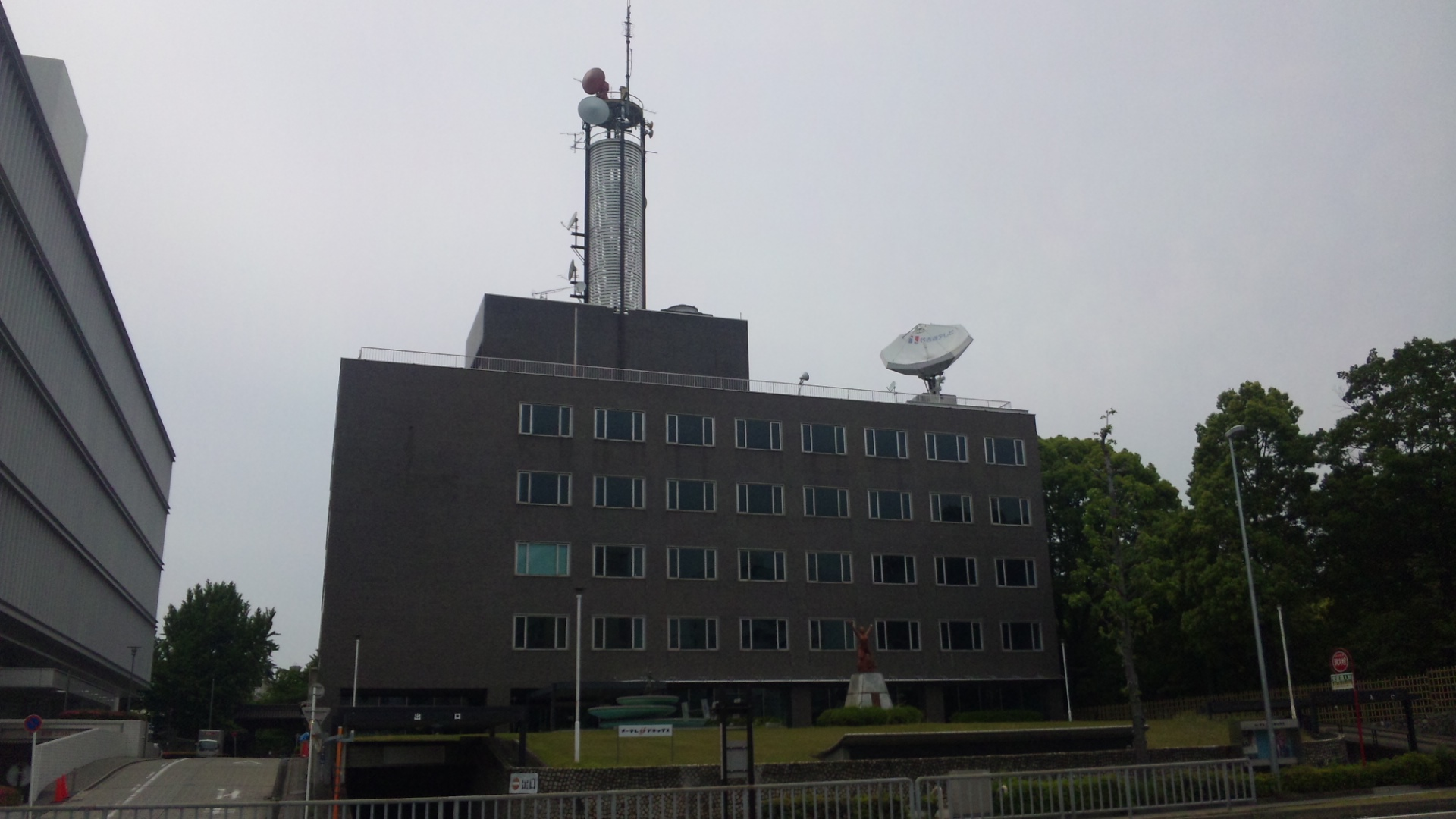
旧社屋（現社屋完成後はメ〜テレアネックス）。建物左部には、かつては愛称がない時のロゴマークが付いていた。2010年9月に解体。

  - 11月24日 - 中京テレビ放送としてテレビジョン放送局免許を申請。
- 1961年（昭和36年）
  - 7月10日 - 競願者と申請を1本化し、改めて中京テレビ放送としてテレビジョン放送局免許申請。
  - 7月14日 - 中京テレビ放送に予備免許交付（呼出符号：JOLX-TV）。
  - 8月30日 - 中京テレビ放送株式会社、創立総会開催。
  - 9月6日 - 中京テレビ放送株式会社（現在の同名局とは別）設立。
  - 11月25日 - 第1回株主総会で名古屋放送株式会社に社名変更決定（略称は「NBN」、通称は「名古屋テレビ」）。
- 1962年（昭和37年）
  - 3月10日 - 試験電波発射開始。
  - 3月13日 - 中京テレビ放送から名古屋放送に社名変更。
  - 3月20日 - 名古屋放送に本免許交付（呼出符号：JOLX-TV VHF：11ch）。
  - 3月25日 - サービス放送開始。
  - 4月1日 - 本放送開始。日本テレビと日本教育テレビ（NET、現・テレビ朝日）のクロスネット局としてスタート。開局当初は名古屋市中区南大津通5丁目11番地（現在の大須4丁目1番71号）の時計ビル内テナントとして本社とスタジオを置き、名古屋テレビ塔内に演奏所を置いていた。開局当時は上空から100万枚のビラが撒かれ、開局を記念したパレードが行われた[注 15]。
- 1963年（昭和38年）
  - 4月1日 - 開局1周年記念事業として「グリーンキャンペーン」（緑化推進運動）を開始[14]。
  - 11月23日 - 放送開始前にケネディ大統領暗殺事件の一報が入り、画用紙に書いた紙を映す形でキー局の日本テレビよりも早く速報。ただし「暴漢に襲われ死亡」と誤報もしていた。
- 1965年（昭和40年）
  - 10月 - 名古屋市中区下茶屋町（現在の橘2丁目9番18号）に本社・スタジオ・演奏所を一体化した新社屋（後のメ〜テレアネックス。2010年（平成22年）に解体され現在は更地）完成。
- 1966年（昭和41年）
  - 4月1日 - NNNに加盟（1973年（昭和48年）3月まで）。
  - 12月15日 - カラー放送開始[15](中京地方の民放テレビ局では3番目)。
- 1969年（昭和44年）
  - 4月1日 - 中京ユー・エッチ・エフテレビ（現在の中京テレビ）が開局。この日から名古屋放送は日本テレビとNETテレビの人気番組をネットし、残った番組を中京テレビに割り振るという変則クロスネットを採用。
  - 10月 - 久屋大通公園に「希望の泉」を建設し、名古屋市に寄贈[16]。
- 1970年（昭和45年）
  - 1月 - 中京テレビとともにANNに加盟。
  - 4月 - 日本テレビとの間で、ゴールデンタイムの枠固定を目的とした3年間の番組ネットに関する業務協定を締結。
- 1972年（昭和47年）
  - 4月 - 平和公園に「桜の園」を建設し、名古屋市に寄贈（開局10周年記念事業）[16]。
  - 6月14日 - この日発足のNNSに加盟。
  - 9月 - 日本テレビとの協定を破り、10月編成で土曜19時30分-21時30分の2時間枠をNETとの同時ネット番組とすることを発表。
  - 9月26日 - 日本テレビが名古屋地裁に上記編成に対し契約保全の仮処分を申請。係争となる。
  - 10月4日 - 名古屋地方裁判所が和解勧告を出し、翌日に日本テレビとの間で和解調書に調印。契約の有効性を認めながらも、土曜20時台はNETの同時ネット番組を放送することとなった。
  - 10月21日 - 例年、名古屋放送でネット受けしてきた「プロ野球日本シリーズ・巨人軍ホームゲーム」が、この日より中京テレビでの放送となる。
  - 12月28日 - 日本テレビ社長の小林與三次、NET社長の横田武夫、名古屋放送副社長の川手泰二、中京テレビ社長の佐藤信之助のトップ会談で、東海圏のテレビネット1本化が決定。いわゆる「変則クロスネット」の解消。詳細はネットチェンジの項を参照。
- 1973年（昭和48年）
  - 4月1日 - NETとの単独ネットとなる。
- 1977年（昭和52年）
  - 10月 - 自社発による全国ネットのテレビアニメ『無敵超人ザンボット3』が放送開始。同番組の終了後も、放送時間帯などを変えつつ『機動戦士ガンダム』『聖戦士ダンバイン』『重戦機エルガイム』『機動戦士Ζガンダム』『機動戦士ガンダムΖΖ』などといったテレビアニメの制作が、連年にわたって続けられた。
- 1982年（昭和57年）
  - 1月 - 全日本大学駅伝対校選手権大会のテレビ中継放送開始。
- 1986年（昭和61年）
  - 5月 - 音声多重放送（JOLX-TAM）開始[注 16]。在名局での音声多重放送の開始は最後発。
- 1987年（昭和62年）
  - 4月1日 - 開局25周年を機に、社名を正式に名古屋テレビ放送に変更。愛称を「NagoyaTV」とする[注 17]。また名古屋テレビの和文ロゴも太く横長のフォントから細めのフォントに変更された。同時に「N」と「11」（アナログ放送における名古屋親局のチャンネル）を図案化したロゴマーク（原田進制作 ）も制定した。メ〜テレアネックスには、後のナゴヤテレビ→メ〜テレのロゴ導入後も2010年（平成22年）の解体までこのロゴが掲げられていた（それ以前は「NBN」ロゴ）。また、開局以来初の自社制作による朝ワイド番組『おはよう名古屋テレビです』放送開始。
- 1988年（昭和63年）
  - 11月 - 第20回全日本大学駅伝対校選手権大会をテレビ朝日との共同制作により長時間生中継。以降、毎年恒例化。
- 1998年（平成10年）
  - 4月1日 - 愛称をカタカナ表記の「ナゴヤテレビ」とする。マスコットキャラクター「逆立ちちゃん」登場。
- 2002年（平成14年）
  - 3月 - 環境マネジメントシステムに関する国際規格ISO14001認証取得（中京地方の放送局で初）。
- 2003年（平成15年）
  - 3月31日 - 愛称を「メ〜テレ」とする。以後、新聞の番組表を始めとする各種表記は「名古屋テレビ」から「メ〜テレ」に変わったが、会社名は「名古屋テレビ」のままになっている。同時に現在のマスコットキャラクター「ウルフィ」が誕生。
  - 4月25日 - 旧社屋（移転を機に「メ〜テレアネックス」という愛称がつけられた。）の隣接地で、元々読売新聞中部支社の社屋建設のための土地（結果的に社屋が建設されることは無かった）を経て、住宅パーク東別院として使われていた用地に新社屋竣工。地上8階・地下1階、延べ床面積20,811㎡。6つのスタジオを備えた。7月1日から正式稼働した[17]。
  - 7月16日 - 独立放送局のテレビ神奈川（tvk）と友好協力関係協定を結ぶ。岐阜放送（ぎふチャン）とも友好協力関係があり、業務提携も行われている。
  - 11月24日 - 完成した新社屋（主調整室（マスター）は東芝製アナログ・デジタル統合型に更新）から放送開始。
  - 12月1日 午前11時（JST） - 地上デジタル放送（JOLX-DTV）開始。
- 2007年（平成19年）
  - 3月 - オンラインショップ「メ〜コレ」（「名古屋テレビコレクション」）のサービスを開始。
- 2010年（平成22年）
  - 2月5日 - CS放送事業を目的とする子会社の名古屋テレビネクスト株式会社を設立。同2月26日に株式会社USENから「シーエスGyaO」事業を譲受する。
  - 6月1日 - 在名民放初のCSチャンネル「エンタメ〜テレ☆シネドラバラエティ」が開局。
- 2011年（平成23年）
  - 7月24日 - アナログ放送終了。
  - 8月 - 北海道テレビ（HTB）および朝日放送テレビとデータ放送の通信コンテンツの相互リンクを開始。[18]
- 2012年（平成24年）
  - 4月1日 - 開局50周年。
  - 8月23日 - 日本一ソフトウェアと共同で開発したPlayStation Vita用ゲームソフト『特殊報道部』を発売[19]。
- 2013年（平成25年）
  - 1月2日 - 2012年（平成24年）の年間視聴率において開局以来初のゴールデンタイム・プライムタイムそれぞれ在名局首位を獲得し二冠達成（全日は中京テレビが獲得）。
  - 3月31日 - 「ウルフィ」誕生10周年。
- 2018年（平成30年）
  - 3月31日 - 「ウルフィ」誕生15周年。
- 2019年（令和元年）
  - 5月 - 愛知県内の民放テレビ4局（CBCテレビ、東海テレビ、中京テレビ）との間で災害時におけるヘリコプター共同取材の協定を締結[20]。
- 2020年（令和2年）
  - 7月21日 - 在名民放局で初めて「4K対応衛星中継車」を導入、運用開始。[21]
- 2021年（令和3年）
  - 2月7日 - 8K制作ドラマ『ごちそう〜うなぎ編〜』を「NHK BS8K」にて放送[22][注 18]。
- 2022年（令和4年）
  - 4月1日 - 開局60周年。新たなブランドイメージとして「メ〜ロメロ! メ〜テレ」を制定。同時に「ウルフィ」を「もふもふ調」の親しみやすい画風にリニューアル。
- 2023年（令和5年）
  - 3月31日 - 「ウルフィ」誕生20周年。
  - 10月2日 - スタート以来在名局の中で唯一不参加だった在名民放局共同配信サービス『Locipo』開始に参加。
- 2025年（令和7年）
  - 6月20日 - 株式会社トラストリッジを子会社化[23]。

## ネットワークの移り変わり
- 1962年（昭和37年）
  - 4月1日 - 日本テレビ・日本教育テレビ（NET、現：テレビ朝日）のクロスネット局として開局。関西発全国ネットは読売テレビと毎日放送（MBS）。ちなみにこの時点で放送していたNETの教育番組はCBCテレビにネットしていた。
- 1964年（昭和39年）
  - 10月1日 - 『モーニングショー』がCBCテレビから移行。
- 1966年（昭和41年）
  - 4月1日 - ニュースネットワークNNNに加盟。
- 1969年（昭和44年）
  - 4月1日 - 中京ユー・エッチ・エフテレビ放送（1970年から中京テレビ）開局。しかしこの時点でのネット1本化は行われず、クロスネットの体制を維持。この日以降は日本テレビ・NET両局の人気番組を中心にネットし、その残りの番組を中京テレビにネットするという変則クロスネットを採用した[注 19]。
- 1970年（昭和45年）
  - 1月1日 - 中京テレビとともにニュースネットワークANNに加盟。前述したが、1970年4月より3年間の契約で、ゴールデンタイムに関しては番組枠を確保するために日本テレビと同時ネットする協定を結んだが、1972年9月にその協定を破り、土曜日の一部をNETとの同時ネットに移行。
- 1972年（昭和47年）
  - 6月14日 - この日発足のNNSに加盟する。
  - 12月28日 - この日に、1973年4月1日をもってNETフルネット局になることが決まる。
- 1973年（昭和48年）
  - 4月1日 - NNN・NNSを脱退（中京テレビが入れ替わりに加盟）。これにより日本テレビの番組がCTVへ移行。NETフルネット局として再出発。この日関西発全国ネットはMBSに統一したが、本局から東海テレビ・CBCテレビに向けた分は移行しなかった。
- 1974年（昭和49年）
  - 4月1日 - 民間放送教育協会に加盟（CBCテレビから移行する形で加盟）、教育番組のネットも開始[24]。
- 1975年（昭和50年）
  - 3月31日 - 『腸捻転』の解消により、同日より関西発全国ネット番組がMBSからABC朝日放送に変更された。
- 1977年（昭和52年）
  - 9月30日 - 『毎日新聞ニュース』終了。この番組に限り開局時より存在していたTBSテレビとのネット関係が途絶える。
- 1983年（昭和58年）
  - 9月1日  - テレビ愛知（TVA）が、開局。※テレビ愛知が開局するまでの間、テレビ東京（旧：東京12チャンネル）の番組も一部であるが番組販売の形で放送していたことがある。

## リモコンキーID
テレビ朝日系列の地上デジタル放送のリモコンキーIDは原則として「5」になっているが、中京広域圏では先に開局したTBSテレビ系列のCBCテレビ（CBC）がかつてのアナログ放送の親局（名古屋テレビ塔送信所）のチャンネル番号と同じ「5」を採用したため、本局はやむなく在阪民放準キー局の朝日放送テレビ（ABCテレビ）に合わせて「6」を採用した。
テレビ朝日系列において、リモコンキーID「6」を使用する局は本局・ABCテレビ・HTBの3局である。

## チャンネル

### 親局
- コールサイン - JOLX-DTV

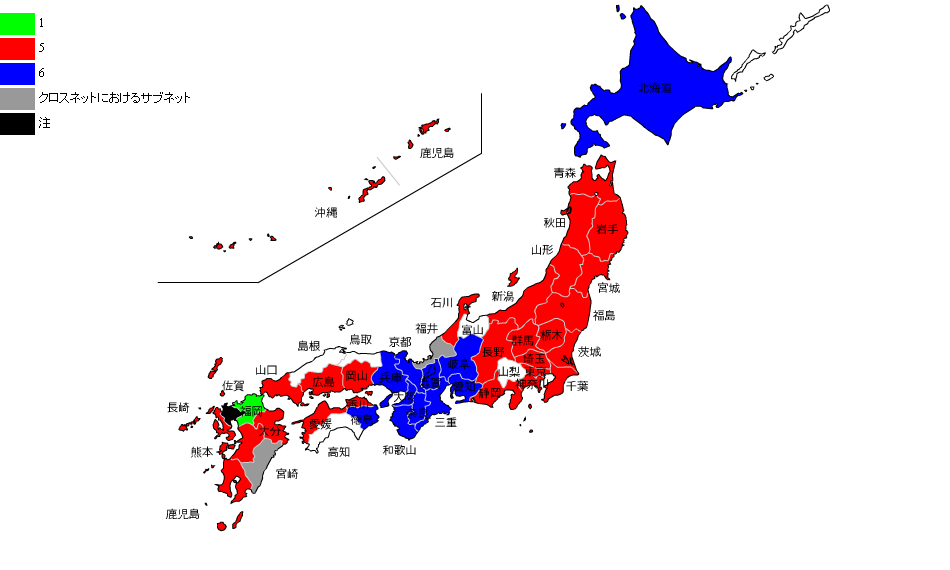
ANN加盟局のリモコンキーID地図
赤で塗られている地域ではID5、
青で塗られている地域ではID6である。

- コールネーム - 名古屋テレビデジタルテレビジョン
- デジタル放送（瀬戸デジタルタワー） 22ch[注 20] 3 kW
- リモコンキーID - 6
- 3桁 - 061、062、063、065（臨時用）、661（ワンセグ用）。
- GCNコード - 1547

出典

### 主な中継局

#### 愛知県
- 豊橋 14ch 10W
- 田原 14ch 3W（垂直偏波）
- 鳳来大野 22ch 300mW
- 二川 14ch 300 mW
- 稲武東 14ch 50 mW
- 稲武西 22ch 10 mW
- 幡豆 45ch 300 mW（垂直偏波）
- 本宿 41ch 50 mW
- 赤羽根 42ch 300 mW

#### 岐阜県
- 中濃 14ch 10W
- 中津川 14ch 20W
- 長良 14ch 2W
- 高山 14ch 20W
- 土岐南14ch 3W
- 下呂 14ch 3W
- 郡上八幡 14ch 10W
- 神岡 14ch 1W
- 流葉 22ch 300 mW
- 坂下 22ch 1W
- 付知 22ch 1W
- 明智 22ch 1W
- 多治見 14ch 1W（垂直偏波）
- 土岐北 14ch 300 mW（垂直偏波）
- 瑞浪 14ch 1W
- 加子母 14ch 300 mW
- 中野方 14ch 300 mW
- 白鳥 22ch 1W
- 芥見 14ch 1W
- 各務原鵜沼 22ch 50 mW
- 多治見姫 14ch 50 mW（垂直偏波）
- 鵜沼宝積寺 34ch 50 mW

#### 三重県
- 伊勢 14ch 100W
- 名張 37ch 10W
- 尾鷲 14ch 10W
- 熊野 22ch 3W
- 磯部 22ch 1W
- 鳥羽 22ch 1W
- 伊賀 48ch 3W
- 南勢 22ch 1W
- 北勢 22ch 3W
- 紀宝成川 22ch 300 mW
- 紀宝神ノ内 39ch 300 mW

### アナログ放送の主な送信所
2011年7月24日停波時点

#### 愛知県
- 名古屋親局 JOLX-TV 11ch 10 kW JOLX-TAM, JOLX-TDM
- 豊橋 60ch 100W
- 小牧桃花台 45ch（垂直偏波）
- 豊田 61ch（垂直偏波）
- 美浜 61ch
- 稲武東 59ch
- 稲武西 40ch
- 鳳来大野 41ch
- 鳳来大野北 59ch

#### 岐阜県
- 長良 59ch
- 関 60ch
- 中津川 6ch（垂直偏波）
- 瑞浪 57ch
- 郡上八幡 6ch
- 高山 12ch
- 下呂 8ch
- 土岐南 38ch
- 土岐 58ch

#### 三重県
- 伊勢 61ch
- 鳥羽 4ch（垂直偏波）
- 磯部 41ch
- いなべ北勢 38ch
- 名張 56ch
- 紀伊長島十須 53ch
- 尾鷲 10ch
- 熊野 11ch（垂直偏波）

### 区域外再放送
長野県の泰阜村コミュニケーションネットワークで区域外再放送をしている。- 2025年（令和7年）3月末終了予定。
廃止
- 静岡県
  - 浜松ケーブルテレビ - 2013年（平成25年）10月31日終了。
- 長野県
  - 木曽広域ケーブルテレビ - アナログ放送終了に伴い2011年（平成23年）7月24日終了。
  - コミュニケーションネットワーク阿南
- 福井県
  - 和泉ケーブルネットワーク - アナログ放送終了に伴い2011年（平成23年）7月24日終了。

## 情報カメラ設置ポイント
- 愛知県 - 名古屋駅（名鉄百貨店屋上）、栄（セントラルパーク）、名古屋・柳橋、名古屋港、中部国際空港、田原市（伊良湖オーシャンリゾート）
- 岐阜県 - 岐阜羽島インターチェンジ、岐阜駅前、高山
- 三重県 - 鳥羽、尾鷲、津、 四日市
- 万博期間中のみ設置 - 愛・地球博長久手会場

名駅、栄、岐阜、津の情報カメラは、メーテレニュースLIVE（YouTube） にて見ることができる（日によっては別の場所からの場合もある）。

## 番組編成の特徴
- 在名民放テレビ局の中で最もアナウンサーに力を入れている局であり、女子アナウンサーを起用した番組をよく制作することで知られる。しかし、本局では女子アナの多くは中途採用者で新卒者は少なく、加えて雇用面では契約社員という待遇であるため、フリーに転身する者も多い。岡山裕子や小島一宏らも、元は本局のアナウンサーである。
- 以前は在名他局と同様に、自社制作番組に吉本興業のタレントたちを積極的に起用していた。2000年以降から関係が希薄になっていったものの、現在では麒麟、ロバート、キングコングらを番組のレギュラーに起用している。また、ホリプロコムやワタナベエンターテインメントといった在京プロダクションとの関係も強めている。
- 同じテレビ朝日系列局で隣接地域局でもある朝日放送テレビとは友好関係にあり、同局の番組を数多くネットしている。
- やはりテレビ朝日系列局の一つである、北海道テレビ放送発の『水曜どうでしょう 』シリーズ[注 21] も放送しているが、番組改編期には頻繁に時間帯移動を実施する他、編成上の都合により数ヶ月放送を休止する場合もある[注 22]。そのため、自社ホームページのお問い合わせのカテゴリの中の上位に名を連ね、多くの意見が寄せられるという。
- 古くからローカルドラマを自社制作しており、1991年以降はほぼ毎年、連続または単発ドラマを制作している。開局記念番組などで全国ネット放送のスペシャルドラマも制作している。
- 他の在名局では深夜枠に多くの自社制作番組を制作・放映しているが、メ〜テレの場合平日は「ネオバラエティ」や「ナイトinナイト」のネットに加え、海外ドラマの放映まで行っているため、深夜枠の自社制作番組が少ない。また、系列局番組ネットによる枠確保のために自社制作番組を終了させるといった措置も少なくない（『水曜どうでしょう』放映の場合など）。
- ニュース速報のIDは、英略称「NBN」のモールス符号「－・ －・・・ －・」が使用されている[注 23]。この方式は、10分毎の局名告知の際にモールス信号を使っていた、短波時代のJJYに近い。
- テレビ朝日系列に1本化して以降、テレビ愛知と同様に、長らく中日対巨人戦の中継を放送していなかった。一方で、テレビ朝日系列局制作のヤクルト・広島・阪神主催の対中日戦に関しては過去に時折放送し、実況を本局の側で差し替えることもあった。また、大洋 - 横浜・阪神主催の場合は独立局制作の映像に本局独自の実況を乗せて放送したこともあった。一方の中京テレビは、日本テレビ制作の巨人対中日戦を放送することができる。しかし、2006年4月29日にはテレビ朝日制作の東京ドーム巨人対中日戦の中継を放送した。クロスネット時代に日本テレビ制作の巨人対中日戦を中継して以来のことで、同局にとっては34年ぶりの生中継であった。2007年・2008年にもテレビ朝日制作の巨人対中日戦中継を放送している。また、2017年以降のオールスターゲームをナゴヤドームにて開催した場合[注 24] は前述の巨人対中日戦と同様、テレビ朝日の制作による生中継で放送している[26][27]。
- 在名局の中で恒常的な終夜放送を一番早く開始したのは本局である。当初は気象情報に音楽を流すものであったが、徐々にその枠も減少し、現在では深夜番組が充実したためにあまり流さなくなった。一方で、プロ野球の日本シリーズやゴルフ中継など、延長放送を対応する番組が存在する放送日は、時間調整のクッション役としてその枠を多く取る。
- 在名放送局のホームページの中で唯一、FAQ（よくある問い合わせ）のページ を定期的に更新しており、テレビ朝日の個別の番組についてはネット受けの可否と放送日時・時間を詳細に対応している。
- 次節にて述べるアニメ枠の廃止以降、在名民放テレビ局と広域民放局では自社制作の全国ネット番組が唯一存在していない（2024年10月現在）[注 25]。

### テレビアニメに関して
旧・名古屋放送（日本テレビ系列）時代の1969年に、在名局としては初の自社制作アニメ『六法やぶれクン』を制作して以来、2017年9月まで通算43作品が制作・放送されてきた（30分アニメのみ）。アニメーション制作は一部を除き、そのほとんどをサンライズ（旧：日本サンライズ）並びに分社化したバンダイナムコピクチャーズが手掛けている。
『無敵超人ザンボット3』（1977年）を皮切りに、1970年代後半から90年代後半にかけて、土曜夕方にて本局制作のアニメが系列局で放送されていたころは、機動戦士ガンダムや勇者シリーズを始めとしたロボットアニメが多数制作されていた。またこの時期にはABCでは同時間帯にて『部長刑事』を放送していた都合上、金曜17:00からの先行放送を行っており、同時間帯にてテレビ東京系『ヤンヤン歌うスタジオ』を放送していた 九州朝日放送（KBC）でも、『重戦機エルガイム』の開始までは同様の扱いとなっていた。（メ〜テレ アニメ史）。日曜7:00へと放送時間帯が移動して以降は、それまでのロボットアニメに代わり子供向けアニメ全般が制作・放送されるようになり、同時間帯での放送は2017年9月に当時の現行作品であった『ヘボット!』、並びに枠自体が終了するまで続けられた。
2024年現在、本局による単独制作のアニメはないが、『ダーリン・イン・ザ・フランキス』製作委員会への参加など深夜アニメの制作に関わっている。
自社制作ではないが、1973年に日本テレビ系列局で半年間放送したバージョンの『ドラえもん』は、この地方では当初名古屋放送で放送される予定だった。しかし、放送開始直前になって中京テレビとの変則クロスネットが解消され、名古屋放送はNET系に、中京テレビは日本テレビ系に1本化したため、同番組も中京テレビで放送することになった。これと逆のパターンとなったのが、同年3月からスタートした『ジャングル黒べえ』（藤子不二雄原作、毎日放送・東京ムービー制作）で、前述のクロスネット解消により、4月放送分から放送局が中京テレビから名古屋放送に変更された。
1992年に中部日本放送（現・CBCテレビ）がテレビアニメの制作に参入するまで、長らく在名局でテレビアニメの制作を手がけたのは本局が唯一だった。

#### 『鎧伝サムライトルーパー』二重放映事件
『鎧伝サムライトルーパー』1988年9月3日放送分（第18話「恐怖の妖邪帝王」）にて、スタッフの人為的ミスにより前週放送分（第17話「明かされた鎧伝説」）が2週続けて放送されるという放送事故が発生。放送直後より全国の視聴者から苦情が殺到し、翌日には各新聞でもこの騒動が取り上げられるという騒ぎにまで発展した。その翌週にお詫びのメッセージとともに、第18話「恐怖の妖邪帝王」を放送しひとまず騒動は収まったものの、この放送事故に加え、1989年1月7日に放送予定だった第32話が昭和天皇の崩御による特別編成のため14日に延期となった影響も加わり、全40話であった当初の放送予定が1話分短縮されている。
一方関西地区では、朝日放送テレビが前述の通り先行放送を行っていた都合上、予定通り第18話が放送されており、翌週の放送分は別のアニメの再放送で穴埋めする形で対応した。

#### 深夜アニメ・UHFアニメ
在名局のみならず在京キー局以外で初めて制作された深夜アニメが、前出の『六法やぶれクン』であった。また同作品以外で、本局単独で制作されたアニメとしては『ウエルベールの物語 〜Sisters of Wellber〜』、『CODE-E』、『もっけ』があり（関東圏では独立局のTOKYO MXにネットのため、UHFアニメに分類されることもある）、いずれの作品も2007年4月から2008年3月にかけて放送された。
他局との共同制作作品としては『Sci-Fi HARRY』（2000年、テレビ朝日との共同制作）、『銀色のオリンシス』（2006年、朝日放送テレビとの共同制作）、『ダーリン・イン・ザ・フランキス』（2018年、ABCアニメーション・TOKYO MX・BS11との共同制作）、『青春ブタ野郎はバニーガール先輩の夢を見ない』（2018年、ABCアニメーション・TOKYO MX・BS11との共同制作）、『うちの会社の小さい先輩の話』（2023年、テレビ朝日との共同制作）などがある。また『SERVAMP-サーヴァンプ-』（2016年）には企画協力として名を連ねており、本局独自の公式サイトも開設されていた。2020年10月開始の全国ネット枠『ANiMAZiNG!!!』で放送された『いわかける! -Sports Climbing Girls-』（ABCアニメーション・AT-Xとの共同制作）は、共同制作作品とはいえ、上述の『ヘボット!』以来となる本局制作の全国ネット作品となる。以降も『ANiMAZiNG!!!』枠を含めたABCアニメーション関与作品を中心に参加していたが近年は『NUMAnimation』枠を中心に参加している。

## 現在放送中の番組
放送日時はJST。

### 自社制作・テレビ朝日系列全国ネット番組

#### ニュース・情報
- グッド!モーニング（日曜 5:50 - 8:30） - テレビ朝日・朝日放送テレビとの共同制作。制作は日曜版のみだが、名古屋テレビでは、土曜日を除き毎日放送される。

#### スポーツ中継
- 全日本大学駅伝対校選手権大会（毎年11月第1日曜。1982年の第13回大会から1988年1月の第19回大会までは名古屋テレビの単独制作。1988年11月の第20回大会からテレビ朝日が主導の完全生中継による共同制作）

### 民間放送教育協会共同制作番組
- 日本のチカラ（土曜 5:20 - 5:50）

### 自社制作・ローカル放送番組
☆印は一部の局でもネットしている番組。
帯番組
- メ〜テレNEWS
- ドデスカ!（平日 6:00 - 8:00）
- ドデスカ+（月曜  - 金曜 15:40 - 19:00）
- アナたちのメ～ロメロ!（月 - 水、金 23:10 - 23:15）
- メ〜ロメロ!メーテレ（火 - 金　0:15 - 0:20、水 - 木 0:52 - 0:57、金　0:20 - 0:26）
- あすのドデスカ（火曜  - 金曜 20:54 - 21:00）
- ウドちゃんの旅してゴメン傑作選（月曜  - 木曜 9:55 - 10:25）
- Dig!ったナイト
- Sound Storm

火曜
- センパイ知ってます?（0:52 - 0:57）

水曜
- THE RAMPinGOOD（隔週 0:57 - 1:29）

木曜
- ホリナツのカンムリ(仮)（0:57 - 1:13）金曜から移動
- パパラピーズのスゴイじゃんTV!!（1:13 - 1:29）水曜移動

金曜
- おぎやはぎのハピキャン（0:20 - 0:52）☆

土曜
- ドデスカ!ドようびデス。→ドデスカ! (土曜日)（6:30〜7:55）
- メ～テレシネマ（映画作品によって変動する）隔週及び不定期
- サクセス（7:55 - 8:00）
- KICK OFF TOKAI（11:30 - 11:45・（再放送）月曜 2:48 - 3:03）
- 四季の小窓（17:55 - 17:58）放送終了済
- まるまる◎あいち（17:58 - 18:00・（再放送）火曜 1:58 - 2:00）

日曜
- メ〜テレオンブズ（原則として毎月第1日曜 5:00 - 5:15） - かつては『オンブズ11』の題で放送されていたが、地上デジタル放送の開始を機にタイトルを変更。
- 超町人!チョコレートサムネット（16:25 - 17:25）☆
- おもてなし隊なごや（17:55 - 18:00・（再放送）金曜 0:52 - 0:57）

不定期
- メ〜テレドキュメント
- ご当地グルメ探偵団（2020年まで毎年1月2日に放送。ANN系列中部ブロックネット番組として、静岡朝日テレビ、長野朝日放送、新潟テレビ21、北陸朝日放送との共同制作、幹事局は年により異なる。）
  - 2021年以降は年末の放送となりタイトル、内容を変えて千原ジュニアの司会に。2024年からは山里亮太の司会に。共同制作局は上記と同様
  - 新発見!グッドニュース大賞2021（2021年12月25日、SATVが幹事局）
  - ハッピーをお届け 中部ニュースSHOW2022（2022年12月30日、UXが幹事局）
  - ハッピーをお届け 中部ニュースSHOW2023（2023年12月31日、abnが幹事局）
  - 発掘!まちの金メダリスト～中部スゴ腕グランプリ～（2024年12月30日、HABが幹事局）

- 池上彰と考える!巨大自然災害から命を守れ（2012年から年1回放送）
- 名古屋グランパス、FC岐阜ホーム戦中継 - グランパス戦は2007年まで在名局が深夜に録画中継を行うことが多いのに対し、1試合程度生中継を行っていた。キー局のテレビ朝日がAFCチャンピオンズリーグの放映権を保持していることから、2009年にグランパスが出場した際に1試合の生中継を含めてホーム戦・全試合を中継した。FC岐阜に関しては、在名局で唯一のオフィシャルスポンサーであることからか試合中継を行っている。また、スカパー!のサッカーJリーグFC岐阜ホームゲーム中継の制作担当をぎふチャンとともに担当している。
  - 本局では2007年度末より、「メ〜テレJ計画」と称しサッカー（録画）中継に力を入れ始めた。2008年3月23日からは3週連続で週末深夜に録画中継を実施。名古屋グランパスのJリーグ制覇と、FC岐阜のJ1昇格の実現へ力を注いでいる。

- スーパーベースボール（中日ドラゴンズ戦中継） - ホーム戦の放送権がない代わりに、ビジターゲームを中継（年間数試合程度、自社での差し替え中継および深夜に録画中継を行うこともある）。オールスターゲーム・日本シリーズ（ビジター開催のみ）の全国ネット中継はテレビ朝日主導制作（技術面・リアルタイム字幕放送・連動データ放送付加・番組送出も全て担当）で放送する。
- 夏の高校野球・愛知大会試合中継（決勝戦） - 毎年多くのスポンサーが名を連ねている。2012年までは準決勝も中継していた。
- そのほかのスポーツの試合（バスケットボールなど）も、不定期で深夜などに録画中継を行うこともある。
- 名古屋行き最終列車シリーズ
- 最終列車で始まる恋シリーズ

### テレビ朝日系列局制作・時差ネット番組
制作局の表記のない番組はテレビ朝日制作局
- あざとくて何が悪いの?（月曜 0:25 - 1:00）
- バスケ☆FIVE〜日本バスケ応援宣言〜（月曜 2:03 - 2:18）
- ラブ!!Jリーグ（月曜 2:18 - 2:33）
- ゲストダイアン（月曜 0:45 - 1:15、朝日放送テレビ制作）
- 有吉クイズ（火曜 0:20 - 0:52）
- なるみ・岡村の過ぎるTV（火曜 0:57 - 1:58、朝日放送テレビ制作）
- テレメンタリー（火曜 2:00 - 2:30）
- musicる TV（火曜 2:30 - 3:00）
- テレビ千鳥（水曜 0:20 - 0:52）
- 霜降り明星のあてみなげ（水曜 1:29 - 2:00、静岡朝日テレビ制作）
- ぼる部屋（水曜 2:00 - 2:30、九州朝日放送制作）
- 部活ピーポー全力応援!ブカピ!（水曜 2:30 - 2:54、朝日放送テレビ制作）
- なにわ男子の逆転男子（木曜 0:57 - 1:29）※月曜から水曜へ移動
- 水曜どうでしょうプレミア（木曜 1:29 - 2:00、北海道テレビ放送制作）
- Break Out（木曜 2:00 - 2:35）
- 相席食堂（金曜 0:57 - 2:00、朝日放送テレビ制作）
- 探偵!ナイトスクープ（土曜 0:26 - 1:26、朝日放送テレビ制作）
- 題名のない音楽会（土曜 6:00 - 6:30）
- やすとものいたって真剣です（日曜 0:00 - 1:00）
- 君とゆきて咲く ～新選組青春録（日曜 1:00 - 1:30）
- ワールドプロレスリング（日曜 3:00 - 3:32）
- おしえて!四千頭身（日曜 4:30 - 4:45、北陸朝日放送制作）不定期
- 港時間（日曜 17:25 - 17:30）

## UHFアニメ
- 青春ブタ野郎はサンタクロースの夢を見ない（日曜（土曜深夜）2:30 - 3:00、BS11・TOKYO MX・ABCアニメーションとの共同製作）
- その着せ替え人形は恋をする（season2）（金曜（木曜深夜）2:30 - 3:00、BS11・TOKYO MX共同製作。）
- クレバテス-魔獣の王と赤子と屍の勇者- （木曜（水曜深夜）2:30 - 3:00、初回は26時30分-27時30分の1時間スペシャル、BS日テレ・AT-X共同製作。）
- カラオケ行こ！（金曜（木曜深夜）2:00 - 2:30、AT-X・関西テレビ放送との共同製作）
- 夢中さ、きみに。（金曜（木曜深夜）2:00 - 2:30、AT-X・関西テレビ放送との共同製作）

## 放送終了した番組

### 自社制作・テレビ朝日系列全国ネット番組

#### 生活情報
- 愉快に生きよう

#### ニュース・情報
- サンデーLIVE!! - テレビ朝日・朝日放送テレビとの共同制作

#### ドキュメンタリー・紀行
- 世界ペット紀行
- 世界釣物語
- 20世紀末黙示録 もの食う人びと

#### バラエティ
- ズバリ!身上相談 - 水曜日が名古屋テレビ制作だった。
- 11PM土曜版 - 通称：土曜イレブン。ネットチェンジにより、後に中京テレビへ移行。移行後不定期で日本テレビと共同制作。
- ケントのどうゆうKnow?
- こどもワイドショー ブンブンバンバン

#### テレビアニメ
「名古屋テレビ制作土曜夕方5時30分枠のアニメ」、「勇者シリーズ」、「名古屋テレビ制作日曜朝7時枠のアニメ」にも詳細記載。
（2017年10月1日、サンデーLIVE!!がANN系列東名阪放送局にて共同制作・放送開始に伴い、メ〜テレ発ANN系列フルネット24局に向けた全国同時ネットのアニメ番組は放送終了となった）

##### 自社制作のサンライズ作品
- 無敵超人ザンボット3（1977年、全23話）
- 無敵鋼人ダイターン3（1978年、全40話）
- 機動戦士ガンダム（1979年、全43話）
  - 機動戦士Zガンダム（1985年、全50話）
  - 機動戦士ガンダムZZ（1986年、全47話）
  - 機動戦士ガンダムユニコーン RE:0096（2016年、全22話）

『∀ガンダム』は東海テレビで、『機動戦士ガンダムSEED』以降（「機動戦士ガンダムユニコーン RE:0096」など、一部作品を除く）はCBCテレビで放送。
- 無敵ロボ トライダーG7（1980年、全50話）
- 最強ロボ ダイオージャ（1981年、全50話）
- 戦闘メカ ザブングル（1982年、全50話）
- 聖戦士ダンバイン（1983年、全49話）
- 重戦機エルガイム（1984年、全54話）
- 超力ロボ ガラット（1984年、全25話）
- 機甲戦記ドラグナー（1987年、全48話）
- 鎧伝サムライトルーパー（1988年、全39話）
- 獣神ライガー（1989年、全43話）
- 勇者エクスカイザー（1990年、全48話）
- 太陽の勇者ファイバード（1991年、全48話）
- 伝説の勇者ダ・ガーン（1992年、全46話）
- 勇者特急マイトガイン（1993年、全47話）
- 勇者警察ジェイデッカー（1994年、全48話）
- 黄金勇者ゴルドラン（1995年、全48話）
- 勇者指令ダグオン（1996年、全48話）
- 勇者王ガオガイガー（1997年、全49話）
- ニャニがニャンだー ニャンダーかめん（2000年、全83話）
- 激闘!クラッシュギアTURBO（2001年、全68話）
  - クラッシュギアNitro（2003年、全50話）
- まじめにふまじめ かいけつゾロリ（2005年、全97話） - 亜細亜堂と共同制作。 続編の「もっと!まじめにふまじめ かいけつゾロリ」はNHK Eテレで制作・放送している。
- 古代王者 恐竜キング Dキッズ・アドベンチャー（2007年、全49話）
  - 古代王者 恐竜キング Dキッズ・アドベンチャー 翼竜伝説（2008年、全30話）
  - バトルスピリッツ 少年突破バシン（2008年、全50話）
  - バトルスピリッツ 少年激覇ダン（2009年、全50話）
  - バトルスピリッツ ブレイヴ（2010年、全50話）
  - バトルスピリッツ 覇王（2011年、全50話）
  - バトルスピリッツ ソードアイズ（2012年、全50話）
  - 最強銀河 究極ゼロ 〜バトルスピリッツ〜（2013年、全49話）

『バトルスピリッツ 烈火魂』以降はテレビ愛知で放送。
- トライブクルクル（2014年、全50話） - 24話目まで。25話目以降はBN Picturesが制作。

##### 自社協賛のサンライズ劇場作品
- 機動戦士ガンダム（1981年）
  - 機動戦士ガンダムII 哀・戦士編（1981年）
  - 機動戦士ガンダムIII めぐりあい宇宙編（1982年）
  - 機動戦士ガンダム 逆襲のシャア（1988年）
  - 機動戦士ガンダムF91（1991年）
- ザブングル グラフティ（1983年）

##### サンライズ以外の自社制作作品
- 六法やぶれクン（1969年、東京ムービー、全110話） - 名古屋テレビ初制作、在名局初制作アニメ作品にして史上初の地方局制作の深夜アニメ。クロスネット時代に日本テレビ系列で放送した。
- 宇宙伝説ユリシーズ31（1988年、東京ムービー新社、フランスDIC、全12話）
- Bビーダマン爆外伝（1998年、マッドハウス、全48話）
  - Bビーダマン爆外伝V（1999年、マッドハウス、全50話）
- Sci-Fi HARRY（2000年 A.P.P.P.、全20話） - 名古屋テレビとしては『六法やぶれクン』以来31年ぶりの自社制作深夜アニメで、テレビ朝日との共同制作。
- かいけつゾロリ（2004年、アンバーフィルムワークス・亜細亜堂、全52話） - 続編の『まじめにふまじめ かいけつゾロリ』ではサンライズ・亜細亜堂制作に変更している。
- ブレイブビーツ（2015年、バンダイナムコピクチャーズ・亜細亜堂、全22話）
- ヘボット!（2016年、バンダイナムコピクチャーズ・ブリッジ、全50話）
- 『ANiMAZiNG!!!』枠作品 - 幹事局は朝日放送テレビ。メ〜テレ制作参加。
  - いわかける! - Sport Climbing Girls -（2020年10月 - 12月）
  - ジャヒー様はくじけない!（2021年8月 - 12月）
  - 怪人開発部の黒井津さん（2022年1月 - 4月）
  - 最近雇ったメイドが怪しい（2022年7月 - 10月）
- うちの会社の小さい先輩の話（2023年7月 - 10月） - 『NUMAnimation』枠作品。テレビ朝日製作、メ〜テレ製作参加。
- 僕らの雨いろプロトコル（2023年10月 - 12月） - 『NUMAnimation』枠作品。テレビ朝日、BS朝日、宮崎放送と共に参加。
- 小市民シリーズ（2024年7月 - 9月） - テレビ朝日・BS朝日との共同制作。
- 小市民シリーズ（第2期）（2025年4月 - 6月） - テレビ朝日・BS朝日との共同制作。

#### スペシャルドラマ
- 女は遊べ物語 戦国・亭主操縦法
- 上ってなンボ!!
- 劇的紀行 深夜特急
- 青年は荒野をめざす'99
- 輝ける瞬間
- SABU 〜さぶ〜
- コーリュー
- ガンジス河でバタフライ
- ゆりちかへ ママからの伝言
- 乱反射（開局55周年記念ドラマ）

#### 人形劇
- ウルトラ千一夜大冒険!走れアリババ

#### その他
- かつて存在した1月4日午後ないし夕方の全国ネット新春特番[注 31]

### 自社制作・テレビ朝日系列および系列外局ネット番組

#### テレビドラマ
- NETテレビ→テレビ朝日・北海道テレビ放送・朝日放送（現：朝日放送テレビ）・広島ホームテレビ・瀬戸内海放送・九州朝日放送と共同で制作に参加したドラマ（全国ネット）
  - 徳川三国志（東映京都撮影所制作、幹事局=NETテレビ。1975年10月 - 1976年4月）
  - 新・二人の事件簿 暁に駆ける（大映テレビ制作、幹事局=朝日放送テレビ、ここから東日本放送も参加。1976年7月 - 1977年3月）
  - 海峡物語（テレパック制作、幹事局=テレビ朝日。1977年4月 - 9月）
  - お手々つないで（幹事局=名古屋テレビ。1977年10月 - 1978年3月）
  - 東京メグレ警視シリーズ（テレパック制作、幹事局=朝日放送テレビ。1978年4月 - 1978年9月）
  - 亭主の家出（幹事局=九州朝日放送。1978年10月 - 1979年3月）

#### テレビアニメ
- 銀色のオリンシス（2006年10月 - 12月、全12話） - 朝日放送テレビとの共同制作で、この2社による共同制作UHFアニメは同作品が初である。
- ウエルベールの物語 〜Sisters of Wellber〜（2007年4月 - 6月、全13話） - 本局としては38年ぶりとなる単独制作の深夜アニメ。
- CODE-E（2007年7月 - 9月、全12話）
- もっけ（2007年10月 - 2008年3月、全24話）
- がんばれ! おでんくん - 朝日放送テレビとの共同制作のアニメ
- ダーリン・イン・ザ・フランキス（2018年1月 - 7月、全24話） - ABCアニメーション[注 29]・TOKYO MX・BS11との共同制作。
- 青春ブタ野郎はバニーガール先輩の夢を見ない（2018年10月 - 12月、全13話） - ABCアニメーション・TOKYO MX・BS11との共同制作。
- この世の果てで恋を唄う少女YU-NO（2019年4月 - 10月） - ABCアニメーション・BSフジ・AT-X・読売テレビエンタープライズ（YTE）との共同制作。
- 22/7（2020年1月 - 3月） - ABCアニメーション・TOKYO MX・BS11との共同制作。
- 球詠（2020年4月 - 6月） - ABCアニメーション・AT-Xとの共同制作。
- 神様になった日（2020年10月 - 12月） - ABCアニメーション・TOKYO MX・BS11との共同制作。
- 東京24区（2022年1月 - 4月） - ABCアニメーション・TOKYO MX・BS11との共同制作。
- Engage Kiss（2022年7月 - 9月） - ABCアニメーション・BS11との共同制作。
- 氷属性男子とクールな同僚女子（2023年1月 - 4月） - ABCアニメーション・BS朝日との共同制作。
- Buddy Daddies（2023年1月 - 2023年4月） - ABCアニメーション・TOKYO MX・BS11との共同制作。
- スプリガン（2023年7月 - 9月） - Netflixオリジナル作品のテレビ放送。
- 戦国妖狐 世直し姉弟編（2024年1月 - 4月） - ABCアニメーション・ ABCフロンティア・ BS朝日との共同制作。
- 戦国妖狐 千魔混沌編（2024年7月 - 12月） - ABCアニメーション・ ABCフロンティア・ BS朝日との共同制作。
- 青春ブタ野郎はバニーガール先輩の夢を見ない（2025年4月 - 6月）- ABCアニメーション・TOKYO MX・BS11との共同制作。
- 日々は過ぎれど飯うまし（2025年4月 - 6月）- BS11・TOKYO MX・ABCアニメーションとの共同製作。

#### 特別番組
- 青春ブタ野郎はゆめみる少女の夢を見ない （2025年5月31日（5月30日深夜））- BS11・TOKYO MX・ABCアニメーションとの共同製作。
- 青春ブタ野郎はおでかけシスターの夢を見ない（2025年6月21日（6月20日深夜）） - BS11・TOKYO MX・ABCアニメーションとの共同製作。
- 青春ブタ野郎はおでかけシスターの夢を見ない（2025年7月5日（7月4日深夜）） - BS11・TOKYO MX・ABCアニメーションとの共同製作。

### 民間放送教育協会共同制作番組
- 親の目・子の目
- いきいき!夢キラリ
- 生きる×2
- 発見!人間力
- 日本!食紀行

### 自社制作・ローカル放送番組

#### ニュース
- 名古屋テレビニュース
- 名古屋テレビニュース6:15 → 名古屋テレビニュース6:10 → 名古屋テレビニュース6:00
- Nagoya TV ニュースJUST6 - 平日のみ。『ANNニュースレーダー』が45分編成になった際にタイトルを差し替え、東海3県のローカルニュースに全国ニュースを内包する形となった。
- Nagoya TV ニュース広場
- 名古屋テレビニュースシャトル - 夕方6時放送時代に立ち上げ。
- 名古屋テレビ600ステーション - 現在のキー局テレビ朝日発の全国ネットニュース『600ステーション』と同時期にスタートし、同時期に放送。初代のオープニングのCGは、初期のキー局制作のOPCGロゴを若干差し替えて名古屋テレビでの放送に合うように制作したバージョンを使用した。
- 名古屋テレビステーションEYE
- 名古屋テレビぐっとイブニング
- 情報ライブ トゥー・ユー!
- TRYあんぐる
- メ〜テレワイドスーパーJチャンネル ※HD
- UP! → アップ!

#### スポーツ
- ウーやん・島崎のスポーツランチ
- オーレ!グランパス三丁目サッカー部 → オーレ!グランパス三丁目サッカー部 2
- ドラゴンズ倶楽部 → ドラゴンズくらぶ
- スポケン!
  - 光る!スポーツ研究所
  - Spoken!
- ビデオナイター・ゴーゴードラゴンズ
- メ〜テレナイト ロノの魂

#### 生活情報
- Esta es MAYA!
- おはよう名古屋テレビです - 開局後初のローカル情報番組。
- 気分はビビデバビデブ
- コケコッコー
- どですか!
- Bella → Bella II → Bella Spirito
- メ〜テレワイド
  - ウルたま
  - 大須ぱっぱ屋 → ぱっぱ屋 ※HD
  - こですか
  - サンダー5
- WAYAYA丼 → WAYAYAあはっ!
- なごやっ子ニュース!
- 昼まで待てない!いいコト聞いた
- デルサタ → デルサタ 〜新しい週末〜
  - デルサタ11
  - いえサタ - 『デルサタ11』放送休止による代替番組。

#### ドキュメンタリー・紀行
- 女魂
- 人生強壮剤キヨブタX
- 地球体感テレビ Dトリップ
- 名古屋テレビ 特集
- 月いちジャーナル
- Let's ドン・キホーテ
- wao! → wao! SEASON 2

#### 音楽
- 小室等のアコギな奏談
- THE STREET FIGHTERS@名古屋
- J-Beat
- ROCKET
- BOMBER-E

#### バラエティ
- アクセる★ビリー!
- あごまくら
- アタックしますけど何か?
- アナ誕!
- アナchu!
- アニメる!?
- イッちゃう戦隊プリンセブン
- ウドちゃんの旅してゴメン☆
- 王者マンへの道
- オジャマンないと!
- おなちゅう
- おしゃれパラダイス
- 男はほっとけ!!イヴの逆襲 → イヴの逆襲
- オトナになりたい
- お笑いワンマンショー → 八方・菜摘の笑タイム - 番組販売方式で他局でも放送。
- 崖っぷち
- キングコングのあるコトないコト
- 金マンTV
- CONTACT CAFE C
- 今夜はBOW2
- サエラの好奇心
- ザキロバ!アシュラのススメシリーズ
- さまぁ〜ずげりらっパ
- サラリーマン・アワー 平成のオキテ
- ジョブる〜隙間産業発掘バラエティ
- マゴベエ探偵団 - キー局のテレビ朝日でも放送。
- そんなバカな!?
- 大助・花子の素敵に笑タイム
- だっちゅーに!
- たべあるキングの推しメシ
- DANCE RUSH
- 超常芸人サバ〜イ!
- でたがりサンデー45
- とびだせ!!宇宙ゲーム
- AAA → AAA-G
- とれたてVOICE
- ナマタノオロチ
- 25時のマドンナ
- 爆笑オンパレード - 毎日放送（腸捻転時代） → 朝日放送テレビ（腸捻転解消後）などの一部系列局でも放送。
- 爆笑惑星サバ〜イ!
- バグルー!!
- 初体験天使 - 本放送の終了後も、2006年まで再放送を実施。
- 兵藤ゆきのそれってなに?
- 夫婦交換バラエティー ラブちぇん → ラブちぇん
- マキシンのタルタル大放送!!
- 夢宙人
- メ〜テレナイト 女子アナの穴
- メ〜テレワイド バックドロップ
- めチャぶり!
- モザイク
- モノ近
- ヨシモト花の金シャチTV
- 夜だMONDE
- 楽天GIGランド
- 我が家の妄想ライセンス
- 1個だけイエロー
- ロバート秋山の市民プール万歳
- 黒鯱
- 踊り!彩り!祭nine.
- SKE48がガチでアレ!?始めちゃいました
- 夢の1DAYパス

#### ドラマ
- 熱いぞ!猫ヶ谷!!シリーズ
- セクシーダイナマイト探偵団シリーズ
- 三人兄弟シリーズ
- まかない荘シリーズ
- 不思議の国の17歳
- 港街ホテル物語
- DRIVEしたいのに
- ゴールデンロマンスを私に
- 大安吉日が永すぎて
- 海辺のタペストリー
- エリアコードドラマ052
- おとりよせ王子 飯田好実
- 加藤家へいらっしゃい! 〜名古屋嬢っ〜
- ダムド・ファイル
- 鉄子の育て方
- なぜ東堂院聖也16歳は彼女が出来ないのか?
- 僕の秘密★兵器
- LOVE17
- びったれ!!!
- ミステリなふたり
- 白鳥麗子でございます!
- 岐阜にイジュー!
  - イジューは岐阜と
- サチのお寺ごはん
- 人狼ゲーム ロストエデン
- 星屑リベンジャーズ
- His〜恋するつもりなんてなかった〜
- ヴィレヴァン! ―名古屋が生んだ奇跡のギリギリな物語―
- 本気のしるし
- ワンモア
- 明治東亰恋伽（tvkとの共同制作）
- 三都IDOL物語（2016年、HTB・KBCとの共同制作）
- トモダチゲーム（HTB・KBC及び一部独立局との共同制作）
- 日韓合作メ～テレドラマ 彼女のいない時間（PH E&M（韓国）との共同制作）

#### ミニ番組
- 美しいからだ
- SKE48大学ナビ
- 狩野英孝のきんぐすろーど
- くらしのミニ情報
- 恋するケータイ
- 脱アナ大作戦
- 特捜指令!アイチ★ポリス
- 特電
- まるまる◎あいち
- メ〜テレQ
- メッセージ11
- 焼肉ヒーロー
- ゆきのへや
- ゆめクリワールド
- ロッキーとピンキーのものしりドリル
- 哲人の告白
- 女子アナのリアクション
- ウルフィPRESS
- しりたい嬢
- まるまる◎あいち
- 〜癒しの存在〜
- LET'S HOT EVENTパパラピーズ
- 水は旅人
- ジョシばな
- うましゅんランチ+
- 宣伝部員ウルフィ
- 反転の光

#### 放送枠
- あきさせナイト
- ドラマランド11
- モバちゅー

### 系列外局制作番組

#### ニュース
- 読売新聞7時のニュース（日本テレビ配給）
- 日本テレニュース（日本テレビ配給）
- きょうの出来事（日本テレビ配給）

以上はNNN/NNSクロスネット時代（変則クロスも含む）に放送し、ネットワーク加盟局が一本化された1973年4月より中京テレビへ移行
- 毎日新聞ニュース（TBSテレビ配給） - 17:50からの3社ニュース枠にて、1977年9月30日まで放送。

#### 音楽
- music>holic（岩手めんこいテレビ制作） - 中京圏ではフジテレビ系列局の東海テレビではなく、本局で放送。
- saku saku（テレビ神奈川制作）
- Channel-a（テレビ神奈川制作）
- プリン・ス → プリン・ス2 → メロjpでいこう!（日本海テレビ制作） - 中京圏では日本テレビ系列局の中京テレビではなく、本局で放送。
- 平成歌謡塾

#### バラエティ
- めチャれんじゃ→（長野放送制作）
- ブランディア うれしいことふやそう!（日本海テレビ制作）
- Good Living（日本海テレビ制作）
- めちゃフル!（日本海テレビ制作）
- 賢者ファビウスの定理（日本海テレビ制作）
- トゥルルさまぁ〜ず（BeeTV制作）
- バカヂカラ
- イッテ♡恋48
- ウルトラゾーン
- おかのさんといっしょ（V☆パラダイス制作）
- 斬波 ZANMAI - TOKYOMX制作

#### メ〜テレがネットしたUHFアニメ
- プリンセスチュチュ - 本局初ネットのUHFアニメ。
- BPS バトルプログラマーシラセ
- ヤミと帽子と本の旅人 - 関西圏では、かつて同一系列だった毎日放送が幹事局を担当。
- BURN-UP SCRAMBLE
- グレネーダー ほほえみの閃士 - 関西圏では、かつて同一系列だったMBSがネット。
- 落語天女おゆい
- 吉永さん家のガーゴイル
- 女子高生 GIRL'S-HIGH
- つよきす Cool×Sweet
- コヨーテ ラグタイムショー
- らぶドル 〜Lovely Idol〜
- 京四郎と永遠の空
- シャイニング・ティアーズ・クロス・ウィンド
- 英國戀物語エマ 第二幕 - 第1期『英國戀物語エマ』はテレビ愛知で放送。
- ぽてまよ - 地上デジタルでは16：9フルサイズで放送。
- 破天荒遊戯
- 仮面のメイドガイ
- あまつき
- セキレイ
  - セキレイ 〜Pure Engagement〜
- あかね色に染まる坂
- WHITE ALBUM
- 涼宮ハルヒの憂鬱（2009年版） - 2006年放送時は、愛知県域局のテレビ愛知で放送。
- ぬらりひょんの孫 〜千年魔京〜 - 読売テレビ制作。第1期「ぬらりひょんの孫」は中京テレビで放送。
- 瓶詰妖精 - UHFアニメではあるが、本局のアナログ親局はVHFとなっているためなのか、初期の広告には「名古屋テレビほかVHF局」などと書かれていた。独立UHF局以外では系列外のテレビ新広島（tss・フジテレビ系列）のみがネット。
- BLACK LAGOON
  - BLACK LAGOON The Second Barrage
- BUS GAMER
- SERVAMP-サーヴァンプ-
- アイドルマスター SideM - ABCアニメーションが制作委員会参加企業にある。
- 鬼滅の刃 - 第1期『竈門炭治郎 立志編』本放送のみ。第1期『竈門炭治郎 立志編』再放送以降は東海テレビへ移行。
- ツキウタ。 THE ANIMATION2
- Vivy -Fluorite Eye's Song- - 関西圏では、かつて同一系列だったMBSがネット。
- ヴィジュアルプリズン - TOKYO MX・ABCアニメーション・WOWOW共同製作。
- その着せ替え人形は恋をする （Season 1） - BS11・TOKYO MX共同製作。
- リコリス・リコイル - BS11・ABCアニメーションが制作委員会参加企業にある。
- UniteUp! - 関西圏では、かつて同一系列だったMBSがネット。
  - UniteUp! -Uni:Birth- - 関西圏では、かつて同一系列だったMBSがネット。
- 異修羅（第1期）
  - 異修羅（第2期）
- 異世界失格 - BS11・AT-X共同製作。
- 歴史に残る悪女になるぞ
- 時々ボソッとロシア語でデレる隣のアーリャさん （season1）
- 紫雲寺家の子供たち - 関西テレビ放送・BS11・AT-X・TOKYO MX製作。

#### 特撮
- ハルサーエイカー → ハルサーエイカー2（沖縄テレビ制作）

#### ドラマ
- 革命ステーション5+25
- おいしい給食

#### 外国テレビ映画
- 走れ!スキッピー（1975年4月 - 1976年3月）

### 開局時に東海テレビからネット移行した番組
- プロ野球ナイター - ただし1962年のみ、一部曜日の中継は東海テレビで継続放送。
- 三菱ダイヤモンドアワー プロレスリング中継
- 健康増進時代
- ママちょっと来て
- 教授と次男坊
- 夫婦百景
- ビクター歌のパレード
- ヒッチコック劇場

### 開局時にCBCテレビからネット移行した番組
- ミユキ野球教室

### クロスネット時代の名古屋テレビで放送した日本テレビ系列の番組
当時の名古屋テレビは、日本テレビ・読売テレビが制作する番組を中心に、NETテレビ・毎日放送が制作する番組から視聴率の高い番組を編成していた。当時は、名古屋テレビの番組の編成が完成するのを待たなければ中京テレビは番組の編成ができないという状況だったため、中京テレビはこれら2系列が制作する番組の中から残った番組と、東京12チャンネル（現：テレビ東京）が制作する番組の中から視聴率が高い番組を編成していた。この結果、中京テレビの視聴率は中京圏域民放4局の中では最低だった。
中京テレビ開局直前（1969年3月）のプライムタイム表
無印=同時ネット、★印=時差ネット
| 時間/曜日 | 月曜日                        | 火曜日                   | 水曜日                   | 木曜日                               | 金曜日                   | 土曜日                    | 日曜日                                         |
| --------- | ----------------------------- | ------------------------ | ------------------------ | ------------------------------------ | ------------------------ | ------------------------- | ---------------------------------------------- |
| 19:00     | 日テレ あなた出番です!        | NET 明色お笑いゲーム合戦 | NET スーパー少年ジョー90 | NET クイズタイムショック             | NET★ サイボーグ009       | 日テレ 巨人の星           | 日テレ★ シャボン玉ホリデー                     |
| 19:30     | 日テレ スターと飛び出せ歌合戦 | 日テレ そっくりショー    | 日テレ 底ぬけ脱線ゲーム  | NET ランデブークイズ・ペアでハッスル | 日テレ どんとこい、天才! | 日テレ イチ・ニのキュー!  | NET 象印スターものまね大合戦                   |
| 20:00     | 日テレ 風の幅行く             | 日テレ 五人の野武士      | 日テレ お笑いカラー寄席  | NET★ 歌のグランド・ショー            | 日テレ プロレスリング    | 日テレ 無用ノ介           | 日テレ 日曜スペシャル                          |
| 21:00     | 日テレ ふりかえった娘         | 日テレ 大爆笑コント55号  | 日テレ ざっくばらん      | NET★ 帰って来た用心棒                | 日テレ 東京バイパス指令  | 日テレ トップミュージック | 日テレ 日立ドキュメンタリー すばらしい世界旅行 |
| 21:30     | 日テレ ふりかえった娘         | 日テレ 嫁ゆかば          | 東12 なつかしの歌声      | NET★ 帰って来た用心棒                | 日テレ 東京バイパス指令  | 日テレ スター登場         | 日テレ プロファイター                          |
| 22:00     | 日テレ プロボクシング         | 日テレ 嫁ゆかば          | NET 特別機動捜査隊       | NET ゴールデン劇場                   | NET★ 絇火闌たる復讐      | 日テレ スター登場         | 日テレ プロファイター                          |
| 22:30     | 日テレ プロボクシング         | 日テレ★ 道頓堀           | NET 特別機動捜査隊       | NET ゴールデン劇場                   | NET★ 絇火闌たる復讐      | NET★ 時代劇シリーズ       | 日テレ★ 木曜グランド劇場                       |

変速ネット末期（1973年3月）
無印=同時ネット、★印=時差ネット
| 曜日/時間 | 月曜日                       | 火曜日                    | 水曜日                                     | 木曜日                   | 金曜日                        | 土曜日                    | 日曜日                                         |
| --------- | ---------------------------- | ------------------------- | ------------------------------------------ | ------------------------ | ----------------------------- | ------------------------- | ---------------------------------------------- |
| 19:00     | NET バビル2世                | 日テレ★ ゲンコツの海      | 日テレ★ 驚異の世界・ノンフィクションアワー | NET クイズタイムショック | NET★ ジャンボーグA            | 日テレ おんぶおばけ       | NET★ 仮面ライダーV3                            |
| 19:30     | 日テレ 全日本歌謡選手権      | 日テレ スター変身!        | 日テレ★ ほんものは誰だ!                    | NET 野生の王国           | 日テレ ハッチャキ!!マチャアキ | 日テレ シャボン玉ボンボン | 日テレ マドモアゼル通り                        |
| 20:00     | 日テレ NTV紅白歌のベストテン | 日テレ 火曜スペシャル     | 日テレ パパと呼ばないで                    | NET★ 家族戦争            | 日テレ 太陽にほえろ!          | NET★ どっこい大作         | 日テレ おこれ!男だ                             |
| 20:30     | 日テレ NTV紅白歌のベストテン | 日テレ 火曜スペシャル     | 日テレ パパと呼ばないで                    | NET★ 家族戦争            | 日テレ 太陽にほえろ!          | NET デビルマン            | 日テレ おこれ!男だ                             |
| 21:00     | 日テレ 冬物語                | 日テレ 火曜スペシャル     | 日テレ 特ダネ登場!?                        | NET★ 荒野の用心棒        | 日テレ 花は花よめ             | 日テレ お見合い4対1       | 日テレ 日立ドキュメンタリー すばらしい世界旅行 |
| 21:30     | 日テレ 冬物語                | 日テレ ああ結婚           | 東12★ なつかしの歌声                       | NET★ 荒野の用心棒        | 日テレ 花は花よめ             | 日テレ 土曜グランド劇場   | NET★ 長谷川伸シリーズ                          |
| 22:00     | NET 出雲の阿国               | 日テレ 火曜日の女シリーズ | NET 特別機動捜査隊                         | NET★ だいこんの花        | NET★ 地獄の辰捕物控           | 日テレ 土曜グランド劇場   | NET★ 長谷川伸シリーズ                          |
| 22:30     | NET 出雲の阿国               | 日テレ 火曜日の女シリーズ | NET 特別機動捜査隊                         | NET★ だいこんの花        | NET★ 地獄の辰捕物控           | NET★ 遠山の金さん捕物帳   | 日テレ★ 細うで繁盛記                           |

- NNNきょうの出来事
- NNNモーニング7
- 11PM - 一時期水曜を日本テレビと交互で担当。土曜版＝土曜イレブンも制作。
- 金原二郎ショー → あなたのワイドショー
- お昼のワイドショー
- ごちそうさま
- 日立ドキュメンタリー すばらしい世界旅行
- ロンパールーム
- おはよう!こどもショー
- シャボン玉ホリデー
- 底ぬけ脱線ゲーム → ほんものは誰だ! - ごく初期のみ放送。
- 水曜20時台のユニオン映画制作・石立鉄男主演ドラマ（おひかえあそばせ、気になる嫁さん、パパと呼ばないで）
- 日曜20時台枠（青春とはなんだ、これが青春だ、でっかい青春、進め!青春、コント55号の裏番組をぶっとばせ!、おれは男だ!、飛び出せ!青春、etc.）
- 笑点
- 金曜19時台後半枠（踊って歌って大合戦→レ・ガールズ→三橋達也のザ・ベストカップル→紅白対抗ドレミファ大作戦→ドレミファ学園→ハッチャキ!!マチャアキ）
- そっくりショー（読売テレビ制作）
- 黄金バット→巨人の星→天才バカボン（読売テレビ制作）
- 土曜グランド劇場[注 32]
- トヨタ金曜劇場[注 33]
- 月曜スター劇場[注 34]
- あなた出番です!
- NTV紅白歌のベストテン
- 巨泉・前武ゲバゲバ90分!
- 検事霧島三郎→細うで繁盛記シリーズ（読売テレビ制作。3日遅れの日曜22:30から放送）
- 全日本歌謡選手権（読売テレビ制作）
- 東芝ファミリーホール特ダネ登場!?
- TVジョッキー
- スター誕生!
- 太陽にほえろ! - 初期のみ放送[注 35]。
- アニメンタリー 決断
- 全国高等学校サッカー選手権大会
- 夕やけ番長→男一匹ガキ大将→男どアホウ!甲子園
- 光速エスパー
- 婦人ニュース
- テレビのおばちゃま
- 百万ドルの饗宴
- ドリフターズ大作戦
- スター飛び出せ歌合戦
- われら地球家族
- 日曜大工110番
- ご両人登場（クロスネット解消前に中京テレビへ移行）
- ムシムシ大行進
- 新オバケのQ太郎 - 第3作（シンエイ動画版）も本局で放送。
- 超人バロム・1（読売テレビ制作）
- 突撃! ヒューマン!!
- チビラくん
- タイガーマスク（読売テレビ制作） - 第2作『二世』、第3作『W』も本局で放送。
- 心のともしび
- さぼてんとマシュマロ

ほか

#### 1973年3月末に中京テレビへ移動した日本テレビ系列の番組と後番組
★は、中京テレビから移行した番組であることを示す。

##### 帯番組
- NNNモーニング7 → ANNスポーツニュース
- おはよう!こどもショー → こどもワイドショー ブンブンバンバン（自社制作）
- あなたのワイドショー → 料理・コメットさん（再放送）・たそがれに別れを
- NNN海外トピックス → ANNニュース
- お昼のワイドショー → 桂小金治 アフタヌーンショー ★
- ごちそうさま → 13時ショー ★
- NNNきょうの出来事、NNNスポーツニュース、11PM → 23時ショー ★

##### 月曜
- ロンパールーム → 夫よ男よ強くなれ（再放送）
- NNNニュース → コーヒー教室
- 全日本歌謡選手権 → どっこい大作
- NTV紅白歌のベストテン → スター・オン・ステージ あなたならOK!（新番組）
- 冬物語 → にっぽんの歌 ★

##### 火曜
- ロンパールーム → 花と空と（再放送）
- NNNニュース → 伊勢路味の旅
- 火曜スペシャル → 火曜映画劇場 ★
- 火曜日の女 → 気になる関係

##### 水曜
- 歯の時間です・日曜大工110番
- ロンパールーム → めぐり逢い（再放送）
- NNNニュース → 世界の味めぐり
- 驚異の世界・ノンフィクションアワー（遅れネット） → ゲンコツの海（北日本放送制作・一週のみ） → ワン・ツー・チーター! - 前週まで『驚異の世界』を放送していたが、『ゲンコツの海』が1週遅れだったため急遽切り替えて放送した。4月4日は19:00 - 19:30までは名古屋放送が、19:30 - 20:00までは同時ネットで中京テレビが放送。
- ほんものは誰だ!（遅れネット） → ジャンボーグA
- パパと呼ばないで → ベスト30歌謡曲 ★
- 東芝ファミリーホール特ダネ登場!? → 長谷川伸シリーズ

##### 木曜
木曜日はNET・毎日放送メインの番組編成。
- ロンパールーム → 姿三四郎（再放送）
- NNNニュース → お料理と冷凍食品

##### 金曜
- ロンパールーム → 鬼平犯科帳（再放送）
- NNNニュース → クッキングサロン
- ハッチャキ!!マチャアキ → 愛の戦士レインボーマン ★
- 太陽にほえろ! → ワールドプロレスリング（新日本プロレス版） ★
- 花は花よめ → サスペンスシリーズ

##### 土曜
- ロンパールーム → さすらいの狼（再放送）
- NNNニュース、NNN海外トピックス → さすらいの狼（再放送）
- 泣き笑い劇場 → 土曜奥様ショー
- スター漫才選手権
- おんぶおばけ → ストライクボウル
- シャボン玉ボンボン → 仮面ライダーV3
- 縁談シリーズ → 土曜映画劇場 ★
- NNNきょうの出来事 → 23時ショー ★
- NNNスポーツニュース → 23時ショー ★
- 11PM → 23時ショー ★

##### 日曜
- 日曜大工 → ANNニュース
- NNNモーニング7 → トビックス・世界の国
- おはよう!こどもショー → 1000万人のつり ★
- ミユキ野球教室 → 謎の円盤UFO（再放送）
- スター誕生! → スターの横顔
- TVジョッキー日曜大行進（時差ネット） → レディズ・チャレンジボウル（遅れネット）
- NNN日曜夕刊 → ビッグスポーツ ★
- 笑点 → 朝日新聞テレビ夕刊
- ワイルド7 → ヤングおー!おー!
- ファイヤーマン → ヤングおー!おー!
- マドモアゼル通り → スターものまね大合戦
- おこれ!男だ → 遠山の金さん捕物帳
- 日立ドキュメンタリー すばらしい世界旅行、長谷川伸シリーズ（時差ネット） → 日曜洋画劇場 ★
- NNNきょうの出来事 → 女子プロチャレンジゴルフ
- NNNスポーツニュース → 女子プロチャレンジゴルフ

### 1973年3月末に名古屋テレビで放送したNET・MBS系列の番組
☆は、同時ネット番組であることを示す。

#### 帯番組
- 奈良和モーニングショー ☆
- 奥さん!2時です （MBS・TX交互制作） ☆
- ANNニュース ☆

#### 月曜
- バビル2世 ☆
- ポーラ名作劇場 テレビドラマ 1973年版（NET）出雲の阿国 ☆

#### 水曜
- 特別機動捜査隊 ☆

#### 木曜
- クイズタイムショック ☆
- 野生の王国 ☆
- 家族戦争
- 荒野の素浪人
- だいこんの花（ナショナルゴールデン劇場）

#### 金曜
- 人造人間キカイダー
- ジャンボーグA
- 地獄の辰捕物控

#### 土曜
- 八木治郎ショー ☆
- テレビスター劇場・気になる関係
- 大忠臣蔵
- 長谷川伸シリーズ
- スター漫才選手権
- どっこい大作
- デビルマン ☆
- 遠山の金さん捕物帳
- ストライクボール
- ANNニュース ☆

#### 日曜
- スターものまね大合戦
- グリコがっちり買いまショウ ☆
- 素人名人会 ☆
- ダイビングクイズ ☆
- レディスチャレンジボウル
- 仮面ライダーV3
- 長谷川伸シリーズ
- ANNニュース ☆

前年（1972年）10月4日、名古屋地方裁判所が和解勧告を出し、翌日に日本テレビとの間で和解調書に調印。契約の有効性を認めながらも、土曜20時台はNETの同時ネット番組を放送することとなったが、名古屋テレビは『緊急指令10-4・10-10』（遅れネット）と『デビルマン』を放送。同時ネットであれば『人造人間キカイダー』と『デビルマン』の放送枠だった。
土曜20時台の日本テレビ制作『全日本プロレス中継』と金曜20時台のNET制作『NET日本プロレスリング中継』は、ともに中京テレビでネットすることになった。

### 腸捻転解消でCBCテレビから移行した朝日放送テレビ制作の番組

#### 帯番組
- シャボン玉プレゼント

#### 金曜
- 必殺シリーズ - CBCテレビ時代には毎週土曜に放送していた。

#### 土曜
- はじめ人間ギャートルズ - CBCテレビ時代からの放送日時の変更なし。
- ミヤコ蝶々の夫婦善哉 - 放送末期に当たる最後の半年間のみ放送。CBCテレビ時代には毎週日曜に放送していた。

#### 日曜
- 新婚さんいらっしゃい! - この番組のみ現在でも放送中。

番組販売扱い
- プロポーズ大作戦 - 当時は関西ローカル。腸捻転解消から8か月後に全国ネット開始。
- 霊感ヤマカン第六感 - 腸捻転解消2年目の1976年4月にネット開始。これが中京地区でのネット再開でもある。

### その他、放送していたテレビ朝日系以外のネット番組
- 三波伸介の凸凹大学校（土曜9:30 - 10:25→日曜15:00 - 15:55、1978年3月 - 1982年12月） - 当然、テレビ東京系列同様の状態だった岐阜放送および三重テレビよりも、2か月ほど遅れてネットしていた。
- プロ野球日本選手権シリーズ
  - 1970年の日本シリーズ・ロッテ対巨人の第3戦・第4戦（東京球場）
  - 1974年の日本シリーズ・ロッテ対中日の第5戦（後楽園球場）

以上は、本来なら当時の東京12chと資本・ネット関係が深かった中京テレビで放送するべきであったが、UHFで視聴世帯が少なかったこともあり、VHF既存局である名古屋放送から放映したものだった。また、1974年の第5戦は東京12chなどネット局では13時の開始から中継していたが、名古屋放送ではNETからのネット受け『13時ショー』放送の都合で、ローカル枠が始まる14時から飛び乗った。プロ野球中継#2000年代 -を参照。
- なつかしの歌声

## アナウンサー

### 現在在籍中のアナウンサー
出典 

#### 男性
- 1996年 佐藤裕二（アナウンス部長）
- 2007年 竹田基起、堂野浩久
- 2012年 上坂嵩
- 2015年 濱田隼
- 2019年 島貫凌
- 2024年 大財英寿

#### 女性
- 2007年 鈴木しおり（育休中）
- 2014年 石神愛子（元鹿児島テレビ）、望木聡子
- 2017年 島津咲苗
- 2020年 小松﨑花菜、西尾菜々美
- 2023年 尾形杏奈、松崎杏香
- 2024年 木岡真理奈（契約。元テレビ高知）
- 2025年 吉冨千鶴

### 定時ニュース担当アナウンサー
NTB所属ニュースアナウンサー、2025年3月現在。 
- 青木夏美
- 荒井美玖
- 桑原麻美
- 櫻井靖子
- 住谷明日香
- 辻本瑠美奈
- 鶴田正人
- 村瀬寛美
- 薬真寺伽帆

### 過去在籍したアナウンサー（異動・退社）
※は元アナウンス部長。●は故人。

#### 男性
- 1962年
  - 杉浦滋男●（4月入社 - 1964年、元北海道放送アナウンサー。開局当時のアナウンサーの1人で、後に地元局の東京12チャンネル（現：テレビ東京）へ。1997年12月に死去）
- 1964年
  - 岡田将雄[32]※
- 1977年
  - 浅沼道郎※（社長室長などを経て、定年退職、定年後はフリーアナウンサー）
- 1987年
  - 小島一宏（ - 1996年、フリーアナウンサー、大同大学教授）
- 1988年
  - 勝智久（岐阜支社）
  - 松井秀※（営業部）
- 1990年
  - 富永秀一（ - 2001年）
- 1992年
  - 星恭博※（三重支社長）
- 1993年
  - 鈴木盛久（ - 2001年）
- 1998年
  - 齋藤寿幸（ - 2014年、ボイスワークス所属）
- 1999年
  - 立松大和（東京支社→報道局）
- 2000年
  - 山田泰三（4月入社 - 2007年9月、サンミュージックプロダクション所属の契約アナウンサー）
- 2002年
  - 倉橋友和（報道記者）
- 2016年
  - 伊豆蔵将太（4月入社 - 2022年6月）
- 山崎昭（夕方ニュースのキャスターを経ては現在管理職でその後不明）

#### 女性
- 1987年
  - 遠藤和子（編成部）
  - 細見愛咲（宣伝部）
- 1989年
  - 久野咲恵（ - 1999年）
- 1991年
  - 大川敦子※（アナウンス部部長→秘書部長）
  - 渡辺千佳（三重支社→総合編成局ドデスカ!チーフプロデューサー）
- 1996年
  - 宮原亜友子（4月入社 - 2001年9月）
- 2000年
  - 加藤歩（報道記者、元NHK名古屋、NHK千葉キャスター）
- 2001年
  - 天野香寿美（10月入社 - 2002年9月）
- 2002年
  - 岡山裕子（ - 2006年3月）
  - 鷲野圭子（4月入社 - 2007年3月）
- 2003年
  - 清水由美（ - 2007年9月）
  - 高山香織（4月入社 - 2008年3月、フリーアナウンサーを経て東日本放送アナウンサーとなった後、再びフリーに）
  - 桑原麻美（10月入社 - 2010年、元中国放送アナウンサー。NTB所属）
- 2004年
  - 村瀬寛美（4月入社 - 2009年6月、元山梨放送アナウンサー。NTB所属）
  - 中西美恵子（ - 2005年、元テレビ信州アナウンサー）
- 2005年
  - 深津麻弓（元富山テレビ放送、4月入社 - 2016年3月、退社後、再び富山テレビ放送へ）
- 2006年
  - 佐藤倫子（10月入社 - 2012年3月）
- 2007年
  - 小出涼子（ - 2010年3月、元NHK和歌山放送局契約アナウンサー。→ボイスワークス所属）
- 2008年
  - 塩尻奈都子（4月入社 - 2018年11月、キャスタークリエイト・ジャパン所属）
- 2009年
  - 井上裕衣（報道記者）
- 2011年
  - 徳重杏奈（4月入社 - 2020年3月）
  - 金沢歩（4月入社 - 2020年9月、NTB所属）
- 2013年
  - 田中麻耶（ - 2017年、セント・フォース所属[33]）
- 2014年
  - 大塚奈央子（ - 2018年、セントラルジャパン所属。元福井テレビ→テレビ大阪契約アナウンサー）
- 2019年
  - 南雲穂波（4月入社 - 2024年3月、退社後はメーテレマッチングのアンバサダーになっている[34][35]。）
- 安井由美（主に番組案内や夕方ニュースなどを担当していた）

#### 契約終了
- 1995年
  - 下山さおり（4月入社 - 2001年9月、当時名古屋タレントビューロー所属）
- 1997年
  - 森京子（4月入社 - 2001年9月、当時名古屋タレントビューロー所属）
- 1998年
  - 末沢晶子（ - 不明）
- 1999年
  - 若杉直美（ - 2000年3月、名古屋タレントビューロー → NTB所属）
- 2000年 
  - 清水泰子（ - 2002年）
  - 吉田智美（9月入社 - 2004年3月、当時名古屋タレントビューロー所属）
- 2001年
  - 梅田エリカ（4月入社 - 2003年、当時昭和プロダクション所属。RADIO-iを経てフリーに）
  - 小松佐代子（ - 2002年9月）
  - 角令子（ - 2003年9月、当時名古屋タレントビューロー所属）
  - 橋詰真美（4月入社 - 2002年3月、当時名古屋タレントビューロー所属）
- 2002年
  - 影島香代子（11月入社 - 2004年9月、圭三プロダクション所属）
  - 神取恭子 （4月入社 - 2016年3月、NTB所属の契約）
- 2005年
  - 千ヶ崎公子（ - 2006年、名古屋タレントビューロー→NTB所属→現在はNTBとの契約は終了した模様）
- 2006年
  - 大嶽まどか（ - 2011年3月、当時名古屋タレントビューロー所属。元NHK和歌山キャスター）
  - 合田倫子（ - 2009年3月、九州朝日放送を経てフリーに）
- 2008年
  - 小原佳代子（NTB所属の契約、元南海放送）（10月入社 - 2009年3月・2015年 - 2016年9月[36]）
- 2009年
  - 村中智絵（4月入社 - 2011年3月、ボイスワークス所属。元山口朝日放送アナウンサー）
- 2011年
  - 橋口侑佳（4月入社 - 2013年3月、元青森テレビ、元熊本朝日放送。退社後は宮崎放送を経て、フリーアナウンサー）
  - 佐藤千晶（4月入社 - 2014年3月、元東日本放送。退社後はフリーアナウンサー）
- 2012年
  - 五月女結（4月入社 - 2014年3月、元愛媛朝日テレビ。退社後はフリーアナウンサー）
- 2018年
  - 野田英里（4月入社 - 2020年3月契約、元CBCラジオレポートドライバー→NHK富山→NHK名古屋契約キャスター。退社後はNHK横浜契約キャスター（2020年4月 - ））
- 2020年
  - 岩佐早希（4月入社 - 2021年3月、NTB所属の契約、元NHK山形→神戸放送局。退社後はフリーアナウンサー）
- 2022年
  - 河合莉菜（4月入社 - 同年12月、NTB所属の契約、元NHK津放送局→石川テレビ放送。退社後はフリーアナウンサー）
- 2023年
  - 石井祐里枝（1月入社 - 2024年3月、セント・フォース所属の契約、元北海道文化放送。退社後はフリーアナウンサー）

#### 契約終了（定時ニュース担当アナウンサー）
- 坂田奈央
- 藤井淳子
- 水島奈緒

## 放送事業以外の事業

### Webメディア

#### ハピキャン
- 2019年（平成31年）2月より、キャンプやアウトドアの情報を発信するWebメディア「ハピキャン」を開設・運営している。自社で制作・放送する番組「おぎやはぎのハピキャン」と連動している。

#### TSUCHILL
- 2024年（令和6年）3月より、家庭菜園や農作業に焦点をあてたライフスタイルメディア「TSUCHILL」（ツチル）を開設・運営している。

### グリーンキャンペーン
開局1周年事業として1963年（昭和38年）4月1日から行っている緑化推進運動である。1993年（平成5年）4月1日以降は地球環境保護運動に拡大したが、同愛称は引き続き使用されている。

#### 歴史
- 1963年（昭和38年）
  - 4月1日 - 開局1周年記念事業として「グリーンキャンペーン」を開始[14]。「街に緑を」のキャッチフレーズ[注 36] で東海3県の緑化推進運動を実施[37]。
- 1972年（昭和47年）
  - 4月 - 平和公園に「桜の園」を建設した際、約1,100本のサクラを名古屋市に寄贈（開局10周年記念事業）[16]。
- 1973年（昭和48年）
  - 久屋大通公園にクスノキ（名古屋市の木）など約700本を植樹し、名古屋市に寄贈[16]。
- 1974年（昭和49年）
  - 五十鈴公園（三重県伊勢市）にサクラやヤマモモなど約250本を寄贈（※当時は造成中）[16]。
- 1978年（昭和53年）
  - 平和公園の隣に30本のメタセコイアを植樹し、名古屋市に寄贈[16]。
- 1984年（昭和59年）
  - 政府の緑化推進連絡会議が創設した、「第1回総理大臣賞」を受賞する[14][37]。
- 1993年（平成5年）
  - 4月1日 - キャンペーン30周年を迎える。これに併せ、事業内容を地球規模の環境問題に拡大し、キャッチフレーズを「みらいのこどもたちへ」に変更[14]。
- 2001年（平成13年）
  - ISO14001を認証取得するための準備を始める[37]。
- 2002年（平成14年）
  - ISO14001を認証取得した[注 7][6]。

#### テレビCM

##### キャラクターデザイン
- 佃公彦 - 1963年（昭和38年）4月1日から1993年（平成5年）3月31日まで。

※1993年4月1日からキャラクターを変更。

##### 音楽
- 小室等 - 1993年（平成5年）4月1日から（※CM終了時期は不明）。

※1993年3月31日までは別の曲であったが、作詞・作曲などの詳細はすべて不明。

##### ナレーション
- 来宮良子 - 1980年代に放映された、「グリーンキャンペーン 『街に緑を』」でナレーションを務めた。

※同キャンペーンのCMはいくつか制作されたが、他の各CMのナレーションはすべて不明。

#### 備考
- 「グリーンキャンペーン 『街に緑を』」
  - 「希望の泉」を模した噴水の描写がある。
  - 1987年（昭和62年）4月1日に社名・ロゴ・愛称の変更が行われたが、同CMは引き続き放映された[注 37]。このため、同CMはロゴ・愛称表記の関係で3パターンが存在する（※ロゴだけを差し替えて放映したため、映像そのものはすべて同じ）。

## その他の著名社員
- 西岡明彦 - 広島ホームテレビアナウンサーを経て、サッカーコメンテーター留学後の1999年に数か月間ディレクターとして在籍。後にフリーアナウンサー・サッカージャーナリストへ転向し、J SPORTSを中心に出演。
- 横井ゆは菜 - 元フィギュアスケート選手。引退後の2023年4月に入社、イベントコンテンツ部に所属。入社後、2024年10月4日放送の自社制作番組『フィギュアの謎100Q』に司会として出演[38]。
- 篠田直哉 - ディレクター・Youtuber。幼少期からロバートの大ファンであり、メ～テレにロバートの番組があったという理由で入社。以後ディレクター・演出家としてロバートの秋山竜次を起用した番組を含む様々な番組を制作している。

## 所蔵品
菱川師宣や喜多川歌麿、葛飾北斎、歌川広重といった著名浮世絵師の作品を含む約8,000点もの浮世絵版画を所蔵している。これは元々親会社である朝日新聞社常務の矢島八洲夫が収集していたものだが、神奈川県横浜市に開園を予定していたこどもの国協会の基金づくりのためにそのコレクションを放出せざる得なくなり、譲渡先をあたった結果、当時の名古屋放送代表取締役である川手泰二の判断で同コレクションを一括で購入した経緯によるものである。
なお、一部の作品はバーチャルミュージアムとして、本局の公式サイト上にて一般公開している。

## マスコットキャラクター

ウルフィ（名古屋市東区オアシス21にて）

- 11坊や（1981年（昭和56年） - 1987年（昭和62年）3月）
- しろボン（1998年（平成10年））
- 逆立ちちゃん（1998年（平成10年） - 2003年（平成15年））
- ウルフィ（2003年（平成15年） - ）

## 歴代キャッチフレーズ
- シェークハンド! 名古屋テレビ （1973年（昭和48年）） - 本局がテレビ朝日（旧NET）系列に完全ネット化した当時のキャッチフレーズ。
- 飛び出せ! 名古屋テレビ（1998年（平成10年））
- おまじない ナヤゴビレテ（1998年（平成10年） - 2002年（平成14年）） - 後期では「ナヤゴビレテ ナゴヤテレビ」に変更。
- 笑顔に逢いたい（2002年（平成14年） - 2003年（平成15年）） - 開局40周年オリジナルスローガン
- 羊の皮をかぶったテレビ。（2003年（平成15年） - ）
- 6=11（アナログ11ch・デジタル6ch）どっちもメ〜テレ（2003年（平成15年）） - 地デジ開始当時のキャッチフレーズ。
- メ〜テレにがぶりつき。（2008年（平成20年） - ） - 「メ〜テレ」部分は番組名が入ることもある。
- 地デジは6ch メ〜テレ（2009年（平成21年） - ） - ウルフィのシルエットに白抜きで「6ch」と表記。

「羊の皮をかぶったテレビ。」の使用頻度はかなり低く、番組内で自社を強調するネタに出てくる程度で、「どっちもメ〜テレ」は本局そのものの宣伝、「がぶりつき」は番組の宣伝と区別して使用している。
- 羊も。狼も。メ〜テレ（2011年（平成23年） - ） - 2012年（平成24年）4月に迎えた開局50周年を記念したスローガン。
- まだまだガンバる。メ〜テレ（2014年（平成26年））
- 踊ろう6ch メ〜テレ（2014年（平成26年））
  - 同様に「羊も。狼も。」がメインスローガン、「まだまだガンバる。」が本局そのものの宣伝、「踊ろう6ch」が番組宣伝用のキャッチコピーと区別して使用している。
- もっと! 地元応援団 Go!Go!メ〜テレ（2016年（平成28年）10月 - 2018年（平成30年）3月） - 2017年4月に迎えた開局55周年を記念した新スローガン。左は（55）の数字が加わる。
- メ〜ロメロ! メ〜テレ（2022年（令和4年）3月27日 - ） - 2022年（令和4年）4月のメ〜テレ60周年を記念した新キャッチコピー[41]。

## 関連会社
名古屋テレビ放送の関連会社は下記の各社である。
- セントラルパーク - 栄セントラルパーク地下街（久屋大通の地下）を管理。
- 名古屋テレビ事業
- 名古屋テレビ映像
- 名古屋テレビネクスト
- 名古屋テレビ・ベンチャーズ
- ドリームチームズ
- トラストリッジ